# Wikidézet
A Wikidézet (angolul Wikiquote) a Wikimédia alapítvány fenntartásával működő, kollektív munkára épülő webes kezdeményezés (azaz egy Wikimédia-projekt). A Wikidézetet Daniel Alston ötlete alapján hozták létre, célja a híres emberektől, jelentős irodalmi alkotásokból és filmekből származó idézetek, illetve közmondások összegyűjtése. A Wikimédia-projektcsalád többi tagjához hasonlóan a Wikidézetek is több nyelven elérhető. A magyar Wikidézet projektet 2004. október 5-én indította el Gervai Péter.

## Története
| Dátum               | Esemény                                                                      |
| ------------------- | ---------------------------------------------------------------------------- |
| 2003. június 27.    | Ideiglenesen a volof nyelvű Wikipédián (wo.wikipedia.org) működött.          |
| 2003. július 10.    | Saját aldomén létrehozása (quote.wikipedia.org).                             |
| 2003. augusztus 25. | Saját domén létrehozása (wikiquote.org).                                     |
| 2004. július 17.    | Nem angol nyelvű projektek elindítása                                        |
| 2004. november 13.  | Az angol Wikidézet eléri a 2000 szócikket                                    |
| 2004. október 4.    | Gervai Péter útjára indítja a magyar Wikidézetet                             |
| 2004. november      | A Wikidézet újabb 24 nyelven válik elérhetővé                                |
| 2005. március       | A Wikidézetben már 10 000 lap található a világ különböző nyelvein           |
| 2005. június        | Újabb 34 nyelven indul el e projekt, köztük a latin és eszperantó nyelveken. |
| 2005. november 4.   | Az angol Wikidézet 5000 szócikket számlál                                    |
| 2006. április       | Jogi okokból lezárják a francia nyelvű szekciót                              |
| 2006. december 4.   | A francia Wikidézet újraindulása                                             |
| 2007. március       | A magyar Wikidézet 500. szócikke                                             |
| 2007. május 7.      | Megszületik az angol Wikidézet 10 000-dik szócikke                           |
| 2007. július        | A Wikidézet újabb 40 nyelven válik elérhetővé                                |
| 2009. szeptember 9. | Elkészül a magyar Wikidézet 1000. szócikke                                   |

## Többnyelvűség
2004 júliusától kezdve nyílt lehetőség arra, hogy a nem angol nyelven dolgozó szerkesztők létrehozzák saját Wikidézet-gyűjteményüket. Az angol nyelvű gyűjtemény stabilan őrzi vezető helyét a Wikidézetek egymás közötti rangsorában, elsősége csupán 2006 nyarán forgott veszélyben, amikor a német nyelvű gyűjtemény szócikkeinek száma majdnem meghaladta az angol nyelvű szócikkek számát. A nyelvi közösségek nagyságához mérten jelentős a lengyel nyelvű gyűjtemény, amely 5000-nél több lapot tartalmaz. 2009 nyarának végéig 21 Wikidézet növekedett 1000 szócikknél nagyobbra, köztük a 2006-ban teljesen leállított francia gyűjtemény.
A Wikidézet-lapokat a Wikipédia szócikkeihez hasonlóan interwiki-hivatkozások kötik össze egymással, illetve a tartalmukhoz kapcsolódó Wikipédia és Wikimédia Commons lapokkal.

## Logó
A Wikidézet logoja az angol nyelvű wikipédián szerkesztő Neolux munkája, 2005 óta ez a Wikidézet hivatalos logója. A körcikk formájában egy középpontból hullámszerűen szétáramló vonalakból álló logó alá több nyelvi közösség a saját nyelvén írta fel a Wikiquote szó megfelelő fordítását. Az arab Wikidézetben a jobbról balra tartó írásmód miatt a logó függőleges tengely mentén tükrözött képét használják.

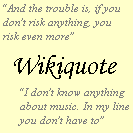
Első logo
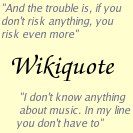
második logo
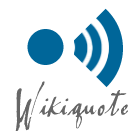
Harmadik logo
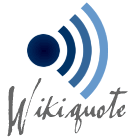
Jelenlegi logo
Felirat nélküli logo
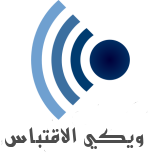
Az arab Wikidézet logója

## Lásd még
- Wikipédia:Társprojektek

## Statisztika, fontos lapok
- Mérföldkövek a Wikidézet történetében
- Növekedési statisztikák
- Az egyes nyelvek összehasonlítása
- Wikiquote Meta, azaz a Wikidézetek nagyság szerinti sorrendje